# Samsung Galaxy Tab S6
Samsung Galaxy Tab S6, Samsung Galaxy Tab S6 5G и Samsung Galaxy Tab S6 Lite (2020, 2022 и 2024) — это планшеты на базе Android, разработанные и продаваемые компанией Samsung Electronics. Galaxy Tab S6 был анонсирован 31 июля 2019 года, Galaxy Tab S6 5G был анонсирован 29 января 2020 года, Galaxy Tab S6 Lite был анонсирован 2 апреля (2020 года), Galaxy Tab S6 Lite (2022) был анонсирован 14 мая 2022 года и Samsung Galaxy S6 Lite (2024) был анонсирован 26 марта 2024 года. 

## Дизайн
Samsung Galaxy Tab S6 имеет алюминиевую рамку и пластиковую заднюю панель для экрана. Он оснащен стереодинамиками с настройкой AKG. S6 поставляется в цветах Mountain Gray, Cloud Blue и Rose Blush, модель 5G доступна только в Mountain Gray, а серия S6 Lite поставляется в цветах Chiffon Pink, Angora Blue и Oxford Gray. Порт USB-C используется для зарядки и подключения других аксессуаров.

## Технические характеристики

### Аппаратное обеспечение
Samsung Galaxy Tab S6 использует систему-на-чипе Qualcomm Snapdragon с 4 ГБ, 6 ГБ или 8 ГБ оперативной памяти и 64 ГБ, 128 ГБ или 256 ГБ нерасширяемой внутренней памяти UFS 3.0.
Семейство Samsung Galaxy Tab S6 и S6 Lite оснащено аккумулятором емкостью 7040 мАч и поддерживает быструю зарядку мощностью до 15 Вт. 
Samsung Galaxy Tab S6 оснащен 10,5-дюймовым дисплеем Super AMOLED с разрешением 2560 x 1600. Соотношение сторон дисплея составляет 16:10. Samsung Galaxy Tab S6 Lite (2020, 2022 и 2024) оснащен 10,3-дюймовым дисплеем TFT LCD с разрешением 2000 x 1200. Соотношение сторон дисплея составляет 5:3.
Samsung Galaxy Tab S6 оснащен двумя задними камерами. Широкоугольный объектив 26 мм f/2.0 с 13-мегапиксельным сенсором, а сверхширокий объектив f/2.2 с 12-мегапиксельным сенсором; фронтальная камера использует 8-мегапиксельный сенсор. Она способна записывать видео 4K со скоростью 30 кадров в секунду. Семейство Samsung Galaxy Tab S6 Lite оснащено одним широкоугольным объективом 28 мм f/1.9 с 8-мегапиксельным сенсором; фронтальная камера использует 32-миллиметровый объектив f/2.0 с 5-мегапиксельным сенсором. Она способна записывать видео FHD со скоростью 30 кадров в секунду.
Все модели планшета совместимы с пером S Pen, которое входит в комплект поставки.

### Программное обеспечение
Galaxy Tab S6 и S6 5G поставляются с Android Pie с One UI 1.5, с возможностью обновления до Android 12L с One UI 4.1.1. Galaxy Tab S6 Lite поставляется с Android 10 с One UI 2.1 и в настоящее время находится на Android 13 с One UI 5.1.1. Galaxy Tab S6 Lite 2022 поставляется с Android 12 с One UI 4 и будет иметь 4 года обновлений ОС и 5 лет обновлений безопасности. Galaxy S6 Lite 2024 поставляется с Android 14 с One Ui 6.1, и, вероятно, также будет иметь 4 года обновлений ОС и 5 лет обновлений безопасности. Все планшеты серии S6 включают Samsung DeX.